# 莫尼克·博多
莫尼克·瑪麗·欧仁·博多（法語：Monique Marie Eugene Baudot；1946年4月30日—2021年9月27日），是越南阮朝末代皇帝保大帝的第二任正妻。

## 生平
博多於法國洛林出生，1969年在刚果民主共和国駐法國大使館的新聞部工作時與保大帝第一次見面，之後在1972年同居，1982年1月18日正式註冊結婚，獲賜「皇妃」（Imperial Princess）稱號。
1997年保大帝過世後，她自稱泰芳皇后；2021年，法國傳媒報導她已在9月27日逝世，享年75歲，並於同年10月14日在巴黎十六区奥特伊街聖貝爾納黛特教堂舉行葬禮，并与丈夫保大帝一起安葬在帕西公墓。

## 外部連結
- Emperor Bảo Đại and Princess Vĩnh Thụy visit Thiên-Lý Bửu-Tòa Cao Dai Temple （页面存档备份，存于） Dec. 2, 1982 at San Martin, California
- Princess Vĩnh Thụy Interview （页面存档备份，存于） English
- Emperor Bảo Đại and Princess Vĩnh Thụy meet supporters in France（页面存档备份，存于） French

| 泰芳皇后博多氏    |                                                                |    |
| 王位覬覦者        |                                                                |    |
| 前任者： 南芳皇后 | — 名义上的 — 阮朝皇后 1982年－2021年 继位失败原因： 君主制廢除 | 無 |